# Privezac
Privezac település Franciaországban, Aveyron megyében. Lakosainak száma 342 fő (2022. január 1.). Privezac Anglars-Saint-Félix, Compolibat, Lanuéjouls, Prévinquières és Vaureilles községekkel határos.

## Népesség
A település népessége az elmúlt években az alábbi módon változott:
| Lakosok száma | 340  | 322  | 282  | 317  | 349  | 342  | 323  | 322  | 324  | 342  |
|               | 1968 | 1982 | 1990 | 2006 | 2013 | 2015 | 2017 | 2019 | 2020 | 2022 |